# Kuldscha lakearia
Kuldscha lakearia là một loài bướm đêm trong họ Geometridae.